# Kate Roe
Kate Roe (* 16. Juli 1978 als Kate Allison) ist eine ehemalige englische Squashspielerin.

## Karriere
Kate Roe war von 1997 bis 2004 auf der WSA World Tour aktiv und erreichte in dieser Zeit einmal ein Tour-Finale. Ihre beste Platzierung in der Weltrangliste erreichte sie mit Rang 30 im Dezember 2002. 2002 stand sie das einzige Mal im Hauptfeld bei einer Weltmeisterschaft. In der ersten Runde unterlag sie Jenny Tranfield. Sie vertrat England bei den Europameisterschaften 2004, schied als an Position drei gesetzte jedoch in der ersten Runde gegen Carola Weiß aus.